# 歌人〜ソングコレクション〜
『歌人〜ソングコレクション』（うたびと〜ソングコレクション）は、村下孝蔵が1984年にリリースした初のベスト・アルバム。

## 解説
1980年にデビューした村下孝蔵の・アルバム『汽笛がきこえる街』、シングル「月あかり」～アルバム『初恋〜浅き夢みし〜』、シングル「少女」までの中から選曲された12曲が収録されたベスト・アルバム。
発売された1984年当時のアルバムの主流はLPレコードであったが、本作ははCDとカセットテープ（CT）のみで発売された。本作が発売された1984年はCD発売2周年であり、特別価格ということでCDは3,000円で発売された（当時のCDは3500円が相場であった）。収録時間的にはLPレコードでも収録可能であったが、ソニーによるCDプレイヤーとCDソフトの販売促進のためLPの発売はされなかった。

## リリース履歴
| No. | 日付           | レーベル          | 規格 | 規格品番 | 備考                 |
| --- | -------------- | ----------------- | ---- | -------- | -------------------- |
| 1   | 1984年5月1日   | CBS・ソニー       | CT   | 28KH1468 |                      |
| 2   | 1984年11月21日 | CBS・ソニー       | CD   | 30DH168  |                      |
| 3   | 1992年11月1日  | Sony Records      | MD   | SRYL7029 |                      |
| 4   | 1993年10月1日  | Sony Records      | CD   | SRCL2723 | CD選書で再発         |
| 5   | 2014年7月2日   | Sony Music Direct | FLAC | -        | ハイレゾ 96kHz/24bit |

## 収録曲
- 作詞・作曲：村下孝蔵

### SIDE 1
1. 松山行フェリー
編曲：水谷公生、コーラスアレンジ：町支寛二
シングル『月あかり』（1980.05.21）c/wより
2. かげふみ
編曲：水谷竜緒、コーラスアレンジ：町支寛二
高田みづえ（1984.10.01）への提供曲
3. 午前零時
編曲：水谷公生、コーラスアレンジ：町支寛二
アルバム『何処へ』（1981.04.21）より
4. レンガ通り
編曲：水谷公生
アルバム『汽笛が聞こえる街』（1980.07.01）より
5. ゆうこ
編曲：水谷公生、コーラスアレンジ：町支寛二
シングル『ゆうこ』（1982.04.21）より
6. 初恋
編曲：水谷公生、コーラスアレンジ：町支寛二
シングル『初恋』（1983.02.25）より

### SIDE 2
1. 少女
編曲：水谷竜緒、コーラスアレンジ：町支寛二
シングル『少女』(1984.04.01)より
2. 踊り子
編曲：水谷竜緒、コーラスアレンジ：町支寛二
シングル『踊り子』（1983.08.25）より
3. 花れん
編曲：水谷竜緒、コーラスアレンジ：町支寛二
シングル『少女』c/w（1984.04.01）より
4. 春雨
編曲：水谷公生
シングル『春雨』（1981.01.21）より
5. 酔いしれて
編曲：水谷公生、コーラスアレンジ：町支寛二
アルバム『汽笛が聞こえる街』（1980.07.01）より
6. 夢の跡
編曲：水谷公生、コーラスアレンジ：町支寛二
アルバム『夢の跡』（1982.04.21）より